# Camille Zaidan
Camille Zaidan (ur. 9 marca 1944, zm. 21 października 2019) – duchowny maronicki, w latach 2012–2019 arcybiskup Antiljas.

## Życiorys
Święcenia prezbiteratu otrzymał 23 października 1971. Przez wiele lat pracował w szkole w Kornet Chehwan. Był także duszpasterzem w kilku libańskich parafiach, a w 1997 został mianowany protosyncelem archieparchii Antiljas.
13 sierpnia 2011 papież Benedykt XVI zatwierdził jego wybór na biskupa kurialnego patriarchatu antiocheńskiego. Sakry udzielił mu 23 września 2011 zwierzchnik Kościoła maronickiego, Béchara Boutros Raï.
16 czerwca 2012 zatwierdzono jego nominację na arcybiskupa Antiljas.
Zmarł 21 października 2019 i został pochowany dwa dni później.